# Nikołaj Kurganski
Nikołaj Aleksiejewicz Kurganski, ros. Николай Алексеевич Курганский (ur. 19 marca 1961 w sowchozie Put' Iljicza, w obwodzie pawłodarskim, Kazachska SRR) – kazachski piłkarz pochodzenia rosyjskiego, grający na pozycji napastnika, trener piłkarski.

## Kariera piłkarska

### Kariera klubowa
Karierę piłkarską rozpoczął w amatorskiej drużynie sowchozu Put' Iljicza. W 1984 został zaproszony do drugoligowego klubu Batyr Ekibastuz. Latem 1994 wyjechał do Finlandii, gdzie potem występował w PK-37. Na początku 1995 powrócił do Batyra Ekibastuz, ale wkrótce ponownie wyjechał do Finlandii, gdzie potem występował w Kemin Palloseura. W 1996 powrócił do klubu z Ekibaztuzu, w którym zakończył karierę piłkarza w roku 2002.

### Kariera reprezentacyjna
W latach 1992–1994 bronił barw narodowej reprezentacji Kazachstanu.

## Kariera trenerska
Po zakończeniu kariery piłkarza rozpoczął pracę szkoleniowca. W 2001 prowadził rodzimy Ekibastuziec Ekibastuz, a potem pomagał trenować piłkarzy klubu.

## Sukcesy i odznaczenia

### Sukcesy piłkarskie
Batyr Ekibastuz
- wicemistrz Kazachstanu: 1993, 1998

### Sukcesy indywidualne
- najlepszy piłkarz Mistrzostw Kazachstanu: 1993
- wicekról strzelców Mistrzostw Kazachstanu: 1992, 1993